# 쓰가루 노부야스

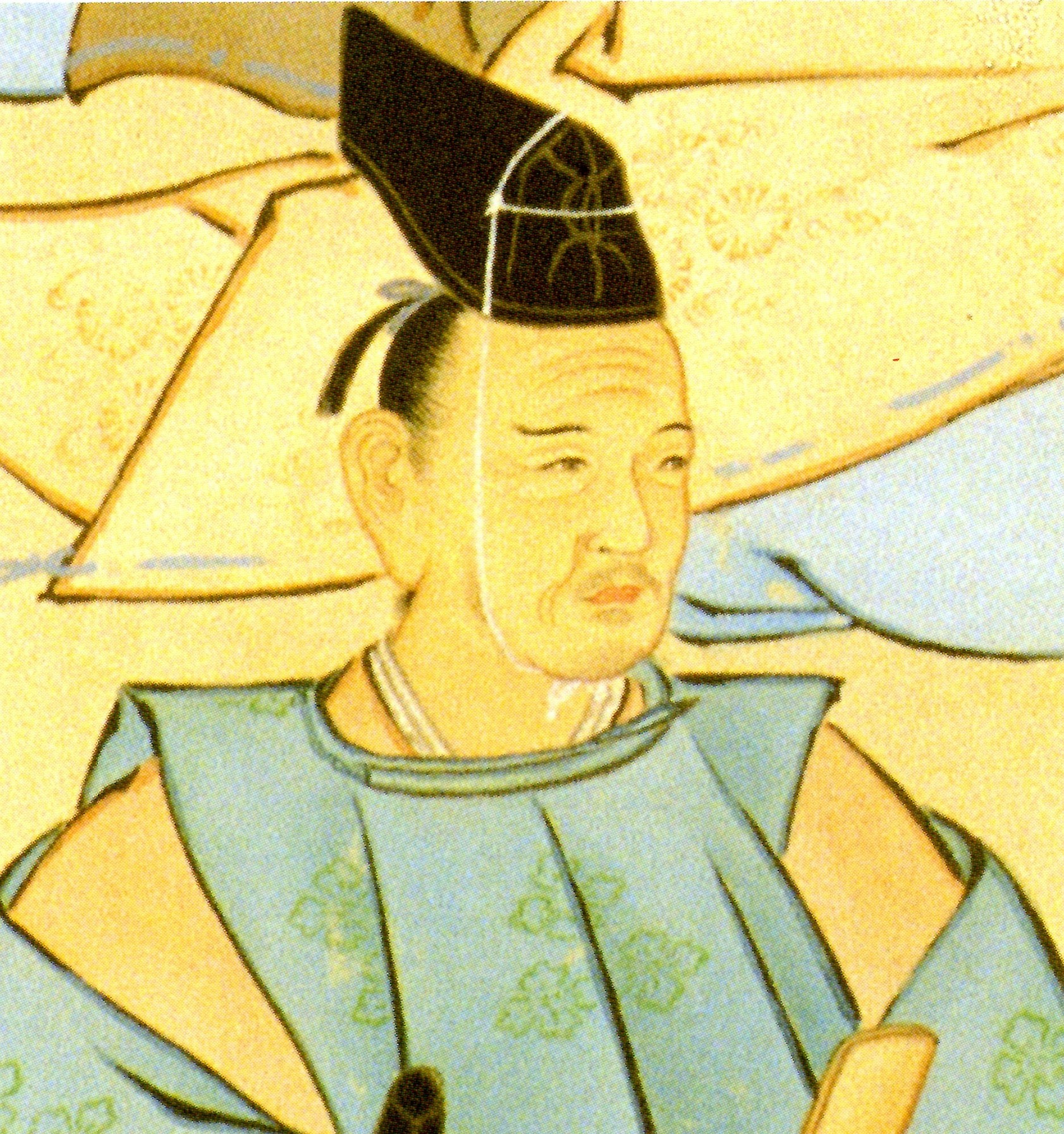
쓰가루 노부야스

쓰가루 노부야스(일본어: 津軽信寧, 1739년 4월 5일 ~ 1784년 2월 22일)는 히로사키번의 7대 번주이다. 관위는 종5위하, 엣추노카미(越中守)이다.
6대 번주 쓰가루 노부아키(津軽信著)의 맏아들로 태어났다. 1744년, 아버지의 뒤를 이어 번주 자리에 올랐다. 그러나 그가 재임중일 때, 히로사키번은 극심한 기근이 연이어져 영지가 황폐해졌고, 빌린 돈은 35만 냥에 이르렀다. 중신 3명이 상인과 결탁하여 번내의 쌀을 독점하고 에도에 매각하여 폭리를 취하는 등 부정 사건도 발생했다. 이 상황을 타개하기 위해 1753년, 노부야스는 뉴이 미쓰기(乳井貢)를 간조부교(勘定奉行)로 발탁하고, 1755년에는 재정 책임자로 임명하여 이른바 호레키 개혁(宝暦改革)을 추진하였다. 행정기구와 권력기구를 일원화하고, 경작지를 재조사하며 상업을 부흥시켰다. 또 상거래 시 화폐 대신 '표부'(標符)를 이용하여 장부 거래를 하게 하는 등의 정책을 시행했다. 하지만 1781년 발생한 덴메이 대기근은 번의 숨통을 더욱 조였고, 노부야스는 1784년에 급작스럽게 사망하였다. 그 뒤를 장남 노부아키라(信明)가 이었다.
| 전임 쓰가루 노부아키 | 제7대 히로사키번 번주 1744년 ~ 1784년 | 후임 쓰가루 노부아키라 |